# ممت اسپرینگز (آرکانزاس)
ممت اسپرینگز (آرکانزاس) (به انگلیسی: Mammoth Spring, Arkansas) یک شهر در ایالات متحده آمریکا با جمعیت ۹۷۷ نفر است که در آرکانزاس واقع شده‌است.

## موقعیت جغرافیایی
موقعیت جغرافیایی شهرها و مناطق اطراف به شرح زیر است: